# الولد (فلم)
الولد (بالإنجليزية: The Boy) هو فيلم رعب إنجليزي وهو من إخراج وليام برينت بيل وبطولة لورين كوهان وروبرت ايفانز. تم توزيع الفيلم عن طريق شركة إس تي إكس في 22 يناير 2016.

## القصة
تقرر السيدة الشابة (جريتا) الحصول على وظيفة كمربية في إحدى القرى الإنجليزية النائية، لكنها تكتشف أن الطفل البالغ من العمر 8 سنوات الذي من المفترض أن تكون جليسته هو عبارة عن دمية بالحجم الطبيعي، وذلك كوسيلة تعويض عن فقدان الابن منذ 20 عامًا خلت، وبسبب خرق جريتا لبعض القواعد الصارمة، تقع سلسلة من الأحداث التي تدفع جريتا للظن أن الدمية حية.

## البطولة
- لورين كوهان بدور غريتا إيفانز
- روبرت ايفانز بدور مالكولم
- جيم نورتون بدور السيد هيلشير
- ديانا هاردكاسل بدور السيدة هيلشير

## التقييم
حصل الفيلم على تقييم 28% في موقع الطماطم الفاسدة وحصل على 58 مراجعة، في موقع ميتاكريتيك حصل على درجة 42 من 100 بعد حصوله على 10 مراجعات. انتقد الناقد جوي ليدون قصة الفيلم وذكر أنها لا تبدو مخيفة.

## وصلات خارجية
- مقالات تستعمل روابط فنية بلا صلة مع ويكي بيانات
- الولد على قاعدة بيانات الأفلام على الإنترنت
- الموقع الرسمي

لا توجد روابط لمواقع التواصل الاجتماعي.